# Chosen People Ministries
Chosen People Ministries (en español: Ministerios del Pueblo Elegido), es una organización sin ánimo de lucro judía mesiánica que se dedica a la evangelización cristiana a los judíos. Tiene su sede central en la ciudad de Nueva York y es dirigida por Mitch Glaser, un judío que se convirtió al cristianismo.

## Misión
La misión del ministerio es orar, evangelizar, discipular, servir al pueblo judío y ayudar a los creyentes. El ministerio apoya el establecimiento de congregaciones judías mesiánicas, las cuales son comunidades de fe que enfatizan el contexto judío de los evangelios de Cristo.

## Historia
Leopold Cohn, un inmigrante húngaro que residía en los Estados Unidos y que posteriormente se hizo cristiano, fundó la misión de Brownsville (Brooklyn) para los judíos en 1894. La misión de Brownsville fue luego trasladada al barrio de Williamsburg (Brooklyn) en la ciudad de Nueva York, y el ministerio más tarde se convirtió en la misión de Williamsburg para los judíos, desde 1897 hasta 1924. En 1897, la sede de la misión de Williamsburg albergaba una clínica médica, un club de niños y niñas exploradoras, clases de costura e inglés y un servicio religioso vespertino. Desde 1924 hasta 1984, la organización fue conocida como: "Junta estadounidense de misiones para los judíos". Desde esa fecha se la conoce por su nombre actual: Chosen People Ministries.

## Ministerio
El ministerio tiene personal en 16 países de todo el mundo y está formando nuevos centros y congregaciones mesiánicas. El ministerio envía misioneros al extranjero y lleva a cabo su misión de evangelización en lugares que tienen una numerosa población judía. Los miembros del ministerio enseñan en las iglesias. El ministerio produce Literatura cristiana y contenido mediático.

## Organización
La organización tiene vínculos con los seminarios evangélicos y, a menudo, organiza conferencias sobre temas relacionados con la evangelización judía y otros asuntos teológicos. La organización también usa los medios digitales y coopera con la organización israelí "One for Israel" para producir vídeos judíos mesiánicos.

## Membresía
Chosen People Ministries es miembro del Consejo Evangélico para la Responsabilidad Financiera (ECFA).